# Achilleion
El Achilleion o Aquileón es un palacio ubicado en Corfú, fue construido por orden de la célebre emperatriz de Austria y reina de Hungría, Isabel de Baviera, más conocida como Sissi.

## Ubicación
El palacio de Achilleion está ubicado en Grecia, en la costa este de la isla de Corfú, en la demo de Achilleio, que también le ha dado su nombre. En las afueras de la aldea de Gastouri, en la parte inferior de la bahía de Benitses, a unos diez kilómetros al suroeste de la ciudad de Corfú. Situado en la cima de una colina de 145 metros sobre el nivel del mar, con vistas al mar Adriático, ofrece una vista panorámica de la isla Pontikonissi, y la ciudad de Corfú. Otras fuentes opinan que  el palacio se llama así por la admiración que la emperatriz sentía por Aquiles.

## Emperatriz Isabel

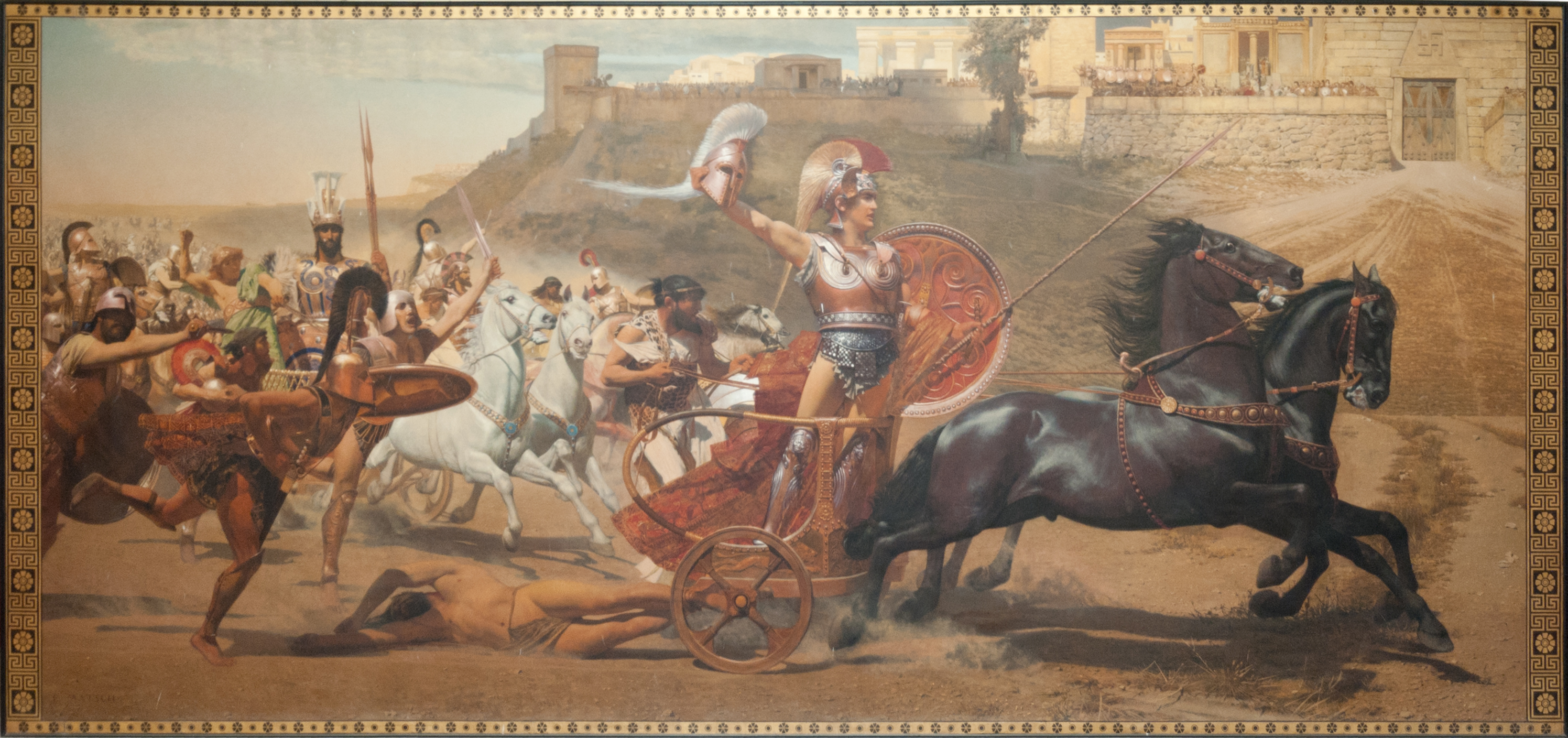
Fresco del hall principal que ilustra un episodio de la Ilíada: Aquiles arrastrando el cadáver de Héctor por las puertas de Troya.

Sissi fue una mujer obsesionada con la belleza, y muy poderosa, pero trágicamente vulnerable desde la muerte de su único hijo, el príncipe heredero Rodolfo de Austria en el asunto de Mayerling en el cual, en extrañas circunstancias, el archiduque apareció muerto junto a su amante, la baronesa María Vetsera, en el año 1889. Un año más tarde, en 1890, la emperatriz construyó un palacio de verano en la región de Gastouri (Γαστούρι), ahora municipio de Achilleion, a unos diez kilómetros al sur de la ciudad de Corfú. 
El palacio fue diseñado, con el héroe mítico Aquiles como su tema central, por el arquitecto italiano Raffaele Caritto. Ernst Herter, el famoso escultor, fue el encargado de crear trabajos inspirados en la mitología griega. Su famosa escultura de la defunción de Aquiles (en griego antiguo: Αχιλλεύς θνήσκων), creado en Berlín en 1884 (como está inscrito en la estatua), forma la pieza central de los jardines de Achilleion.

## Káiser Guillermo II

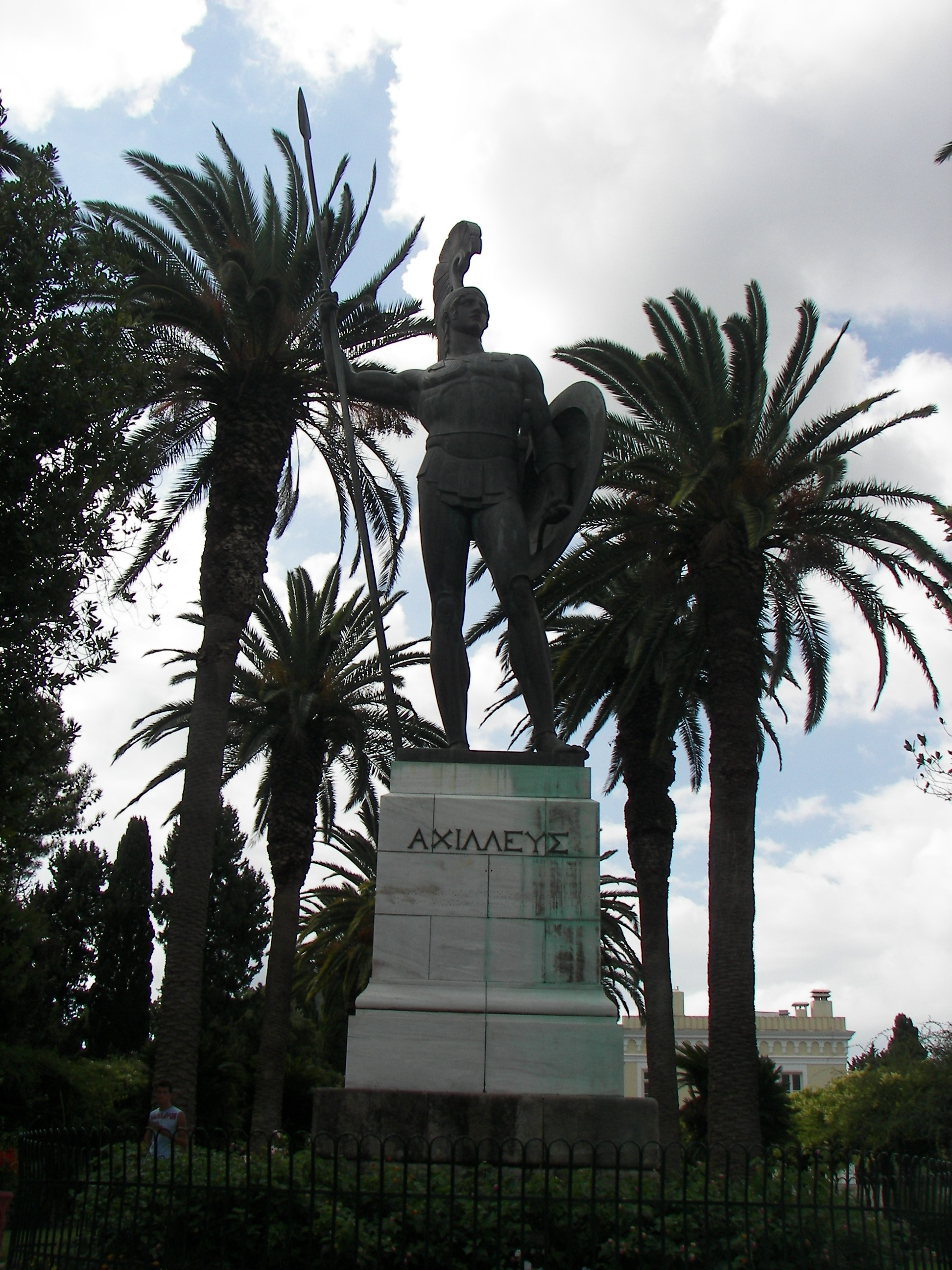
Estatua de Aquiles, guardián del palacio, encargada por Guillermo II

Cuando la emperatriz Isabel falleció, el palacio fue adquirido por el emperador Guillermo II de Alemania, el cual se lo compró en 1907 a los herederos de Sissi. El emperador fijó en Achilleion su residencia de verano.
Durante las visitas del Emperador, el palacio se transformaba en un centro de mucha actividad diplomática.
Guillermo, intentando ampliar el tema principal de los terrenos, encargó su propia estatua de Aquiles al escultor Johannes Götz, que creó una escultura de bronce que se yergue imponente como guardián de los jardines mirando al norte hacia la ciudad.
La estatua de Aquiles del Kaiser representa un uniforme de hoplita completo, con detalles intrincados con relieve en forma de una gorgona en la cabeza del escudo, al parecer para petrificar a cualquier enemigo, así como cabezas de león como protectores de la rodilla. Esta estatua de gran altura, está rodeada de palmeras que complementan su contorno agraciado. El emperador visitó el lugar hasta 1914, cuando la Primera Guerra Mundial fue declarada. El Kaiser también asistió a las presentaciones en el Teatro Municipal de Corfú mientras estaba de vacaciones en el Achilleion.

## La Gran Guerra
Durante la Primera Guerra Mundial, Achilleion fue utilizado como hospital militar por las tropas francesas y serbias. Después de la Primera Guerra Mundial, el Achilleion pasó a ser propiedad del Estado griego de acuerdo con el Tratado de Versalles y las reparaciones de guerra que siguieron en 1919.
En los años entre la Primera Guerra Mundial y la Segunda Guerra Mundial el palacio de Achilleion se utilizó para albergar los diferentes servicios de administración y al mismo tiempo una serie de artefactos fueron subastados.

## Segunda Guerra Mundial
Durante la Segunda Guerra Mundial, las Potencias del Eje utilizaron el Achilleion como cuartel militar. Después de la Segunda Guerra Mundial, el Achilleion quedó bajo el paraguas de gestión de la Organización de Turismo Helénica (OTA).
En 1962, el Achilleion fue arrendado a una empresa privada que convirtió el nivel superior en un casino y el recinto inferior en un museo. En 1983 se dio por terminado el contrato de arrendamiento y la gestión del palacio fue devuelta a la OTA.

## Galería de imágenes

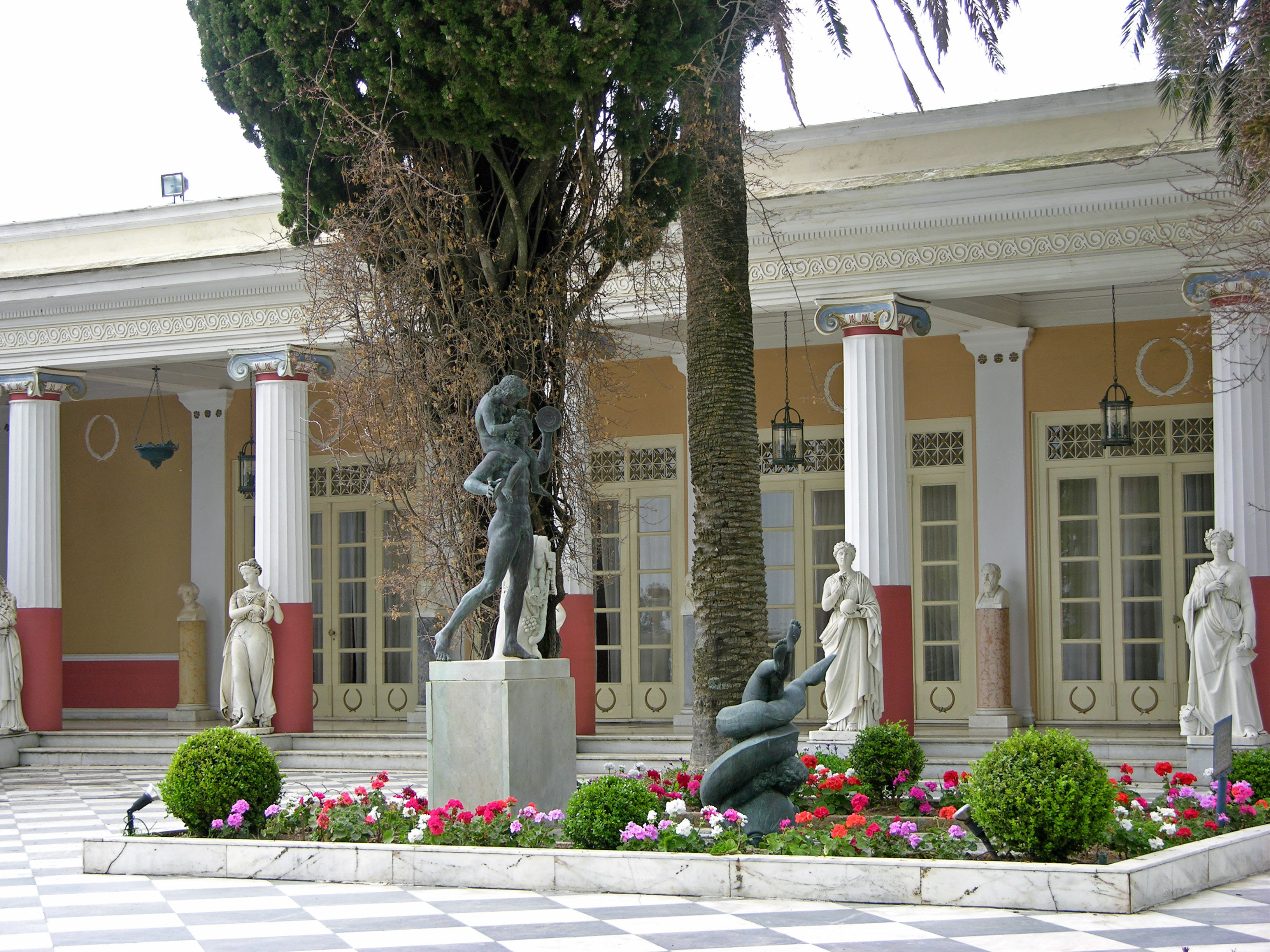
Jardines, estatuas y entrada.
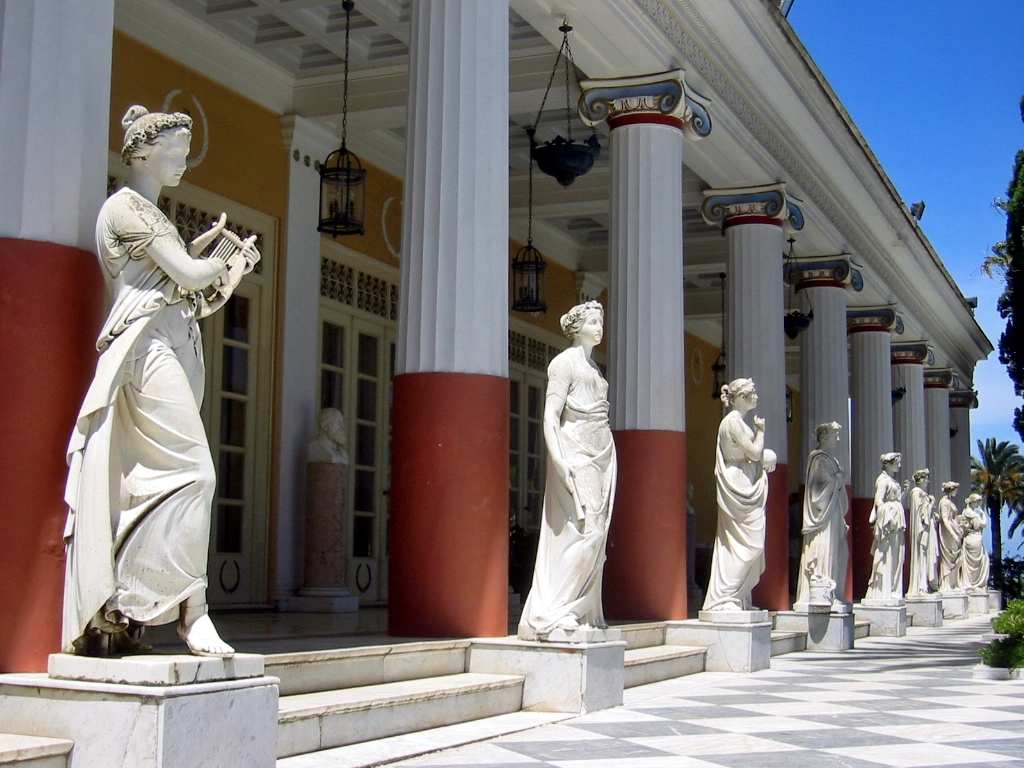
Entrada del Palacio.
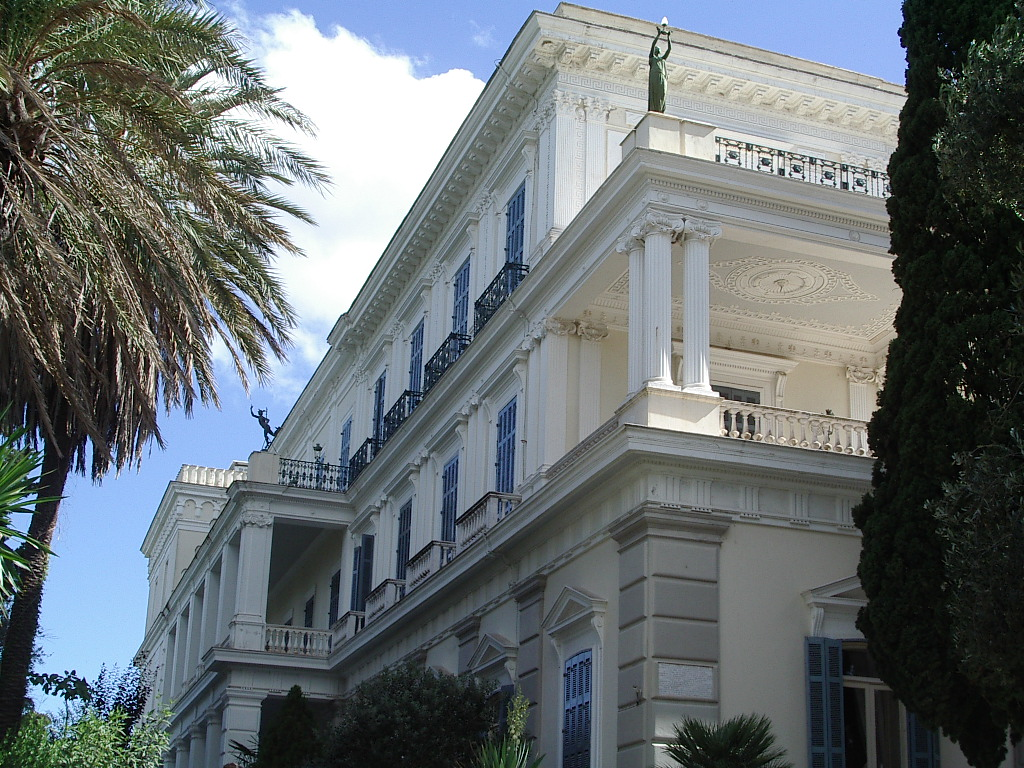
Vista de un costado del Palacio.
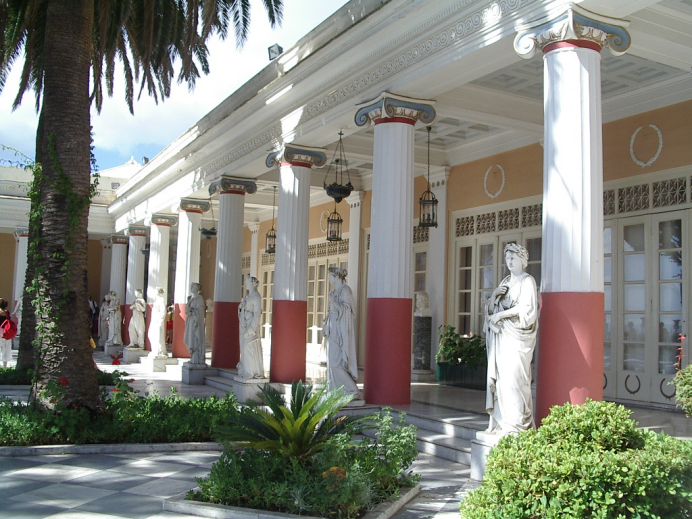
Vista de una zona del Palacio.
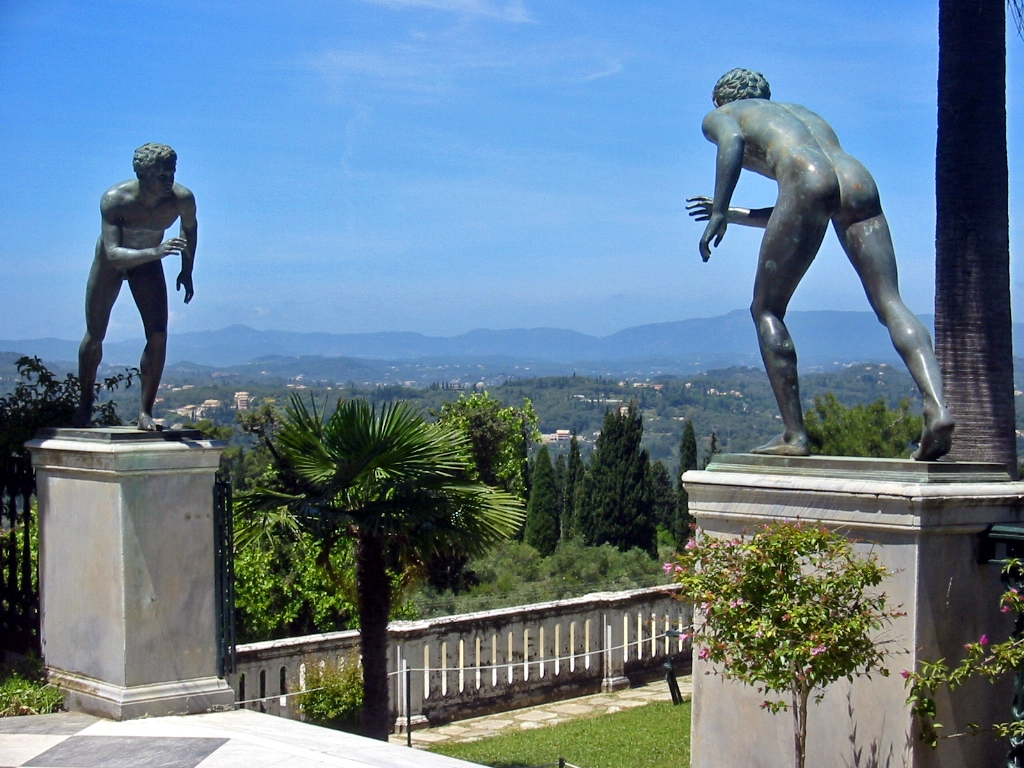
Terraza del Palacio.
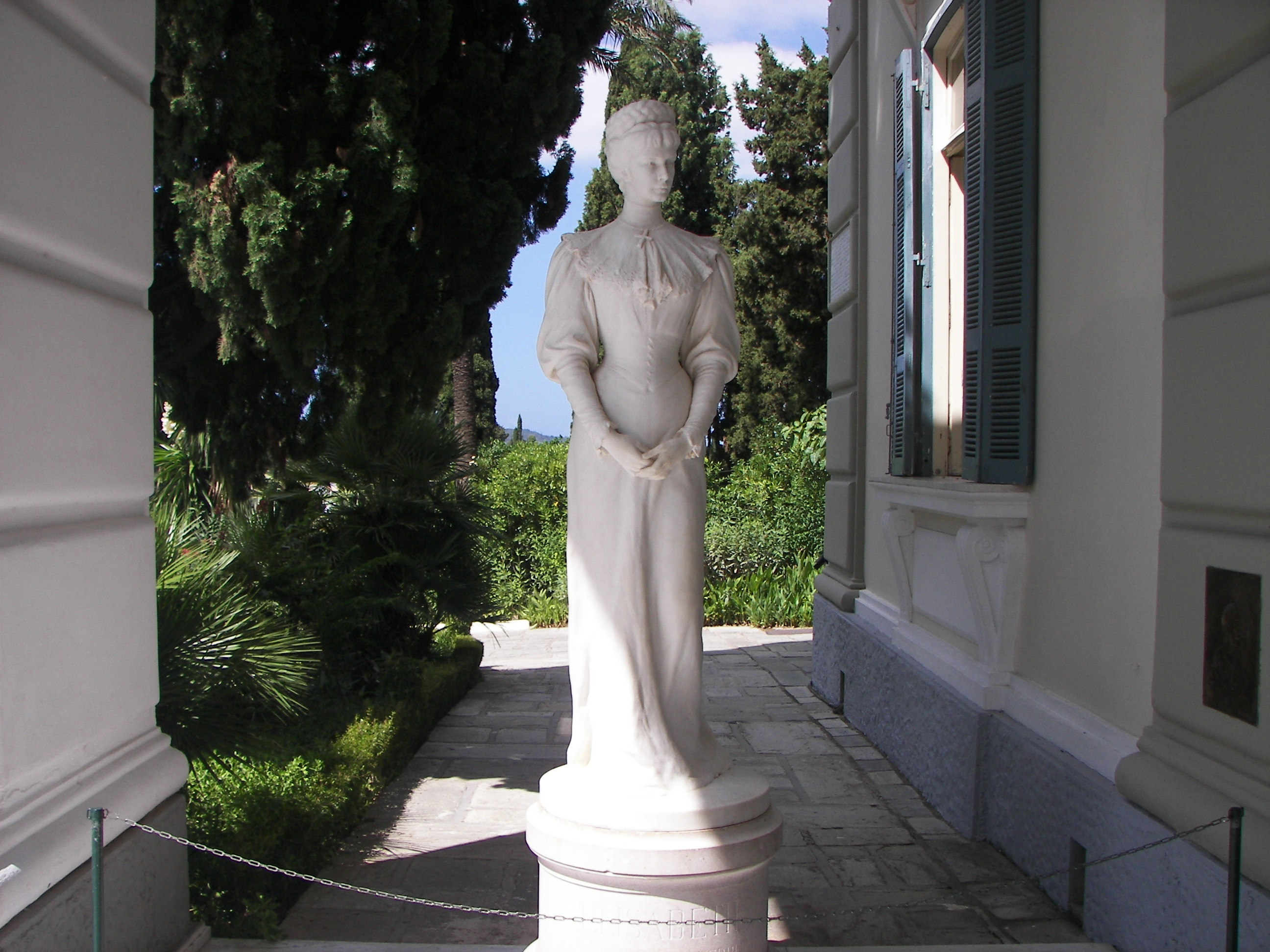
Estatua de Sissi en el Palacio.